# ヴィルヘルム・クーノ
ヴィルヘルム・カール・ヨーゼフ・クーノ（Wilhelm Carl Josef Cuno , 1876年7月2日 - 1933年1月3日）は、ドイツ国の実業家、政治家。ヴァイマル共和政時代の1922年から翌年にかけて首相を務めた。

## 経歴
1876年7月2日、当時のプロイセン王国のザクセン州のズール（現テューリンゲン州）に生まれた。アウグスト・ゲオルギー・ヴィルヘルム・クーノとその妻カタリーナ・エリザベート・テレジアの息子であった。パーダーボルンのギムナジウムを卒業し、ベルリン大学とハイデルベルク大学で法学を学ぶ。在学中複数のカトリック系学生団に加入。1900年にブレスラウ大学から博士号を授与される。1906年にハンブルクの実業家の娘マーサ・ベルタ・ヴィルツと結婚。2人の間には3人の息子と2人の娘がいた。
地方裁判所勤務を経て、1907年に帝国財務庁に入庁した。当初は統制官として勤務した。のち戦時食糧庁や帝国穀物庁に勤務。戦時経済に関する枢密顧問官を経て、第一次世界大戦中の1917年に官吏を辞めて、当時世界最大の海運会社だったハンブルク・アメリカ運輸株式会社（HAPAG）の総裁アルベルト・バリンに請われて、同社に入社する。
終戦後の1918年、ドイツ革命に絶望したバリンの自殺を受けて、同社代表取締役に就任し、世界の海運業界の指導者となる。経済専門家として敗戦国ドイツと連合国の交渉に数多く参加。しかし財務官や外相就任の要請は断り続けた。クーノは一時ドイツ人民党(DVP)に入党していたが、折りしも発生した右派のカップ一揆に対して同党が明確な拒否姿勢を示さなかったため離党し、以後はリベラル政党からの誘いを受けたものの無所属で通した。
1922年のヴィルト内閣退陣を受け、11月14日にフリードリヒ・エーベルト大統領の指名を受けて中央党、ドイツ人民党、バイエルン人民党の連立による少数与党の「経済内閣」を組閣する。クーノはヴァイマール共和国で国会の承認を受けずに大統領権限で就任した最初の首相である。リベラル保守な政治姿勢だったクーノの閣僚の多くは経済界から招聘されており、賠償金問題で大きな影響力を持つアメリカ合衆国とクーノの良好な関係が期待されての首相指名だった。しかし就任直後の1923年1月、賠償金の取り立てを目的としたフランス軍とベルギー軍によるルール占領が起きる。クーノはルール地方の労働者にストライキを呼びかけ、受動的な抵抗運動を試みたが、政府がスト中の労働者の給料を建て替えたことにより財政は危機に陥った。議会の多数派が新内閣樹立を要求したため、クーノ内閣は在任わずか9カ月で退陣した。
1925年ドイツ大統領選挙に候補として取りざたされたこともあったが、クーノ自身がパウル・フォン・ヒンデンブルクを支持したために沙汰やみとなった。1926年、HAPAGの代表取締役に復帰。1927年にハンブルクでドイツ初のロータリークラブを設立し、その会長になった。ナチスとドイツ共産党の拡張で議会が混迷する中、DVPはクーノの復党を説得したが成功しなかった。1932年には財界のナチ党経済問題諮問機関である「ケップラー・グループ」（ヒムラー・グループとも）に参加。しかしナチ党首アドルフ・ヒトラーの首相指名には反対しており、政局危機は超党派内閣樹立で乗り越えるべきだと主張していた。翌1933年1月、心臓発作のためハンブルク郊外の自宅で死去した。